# Brazil Railway Company

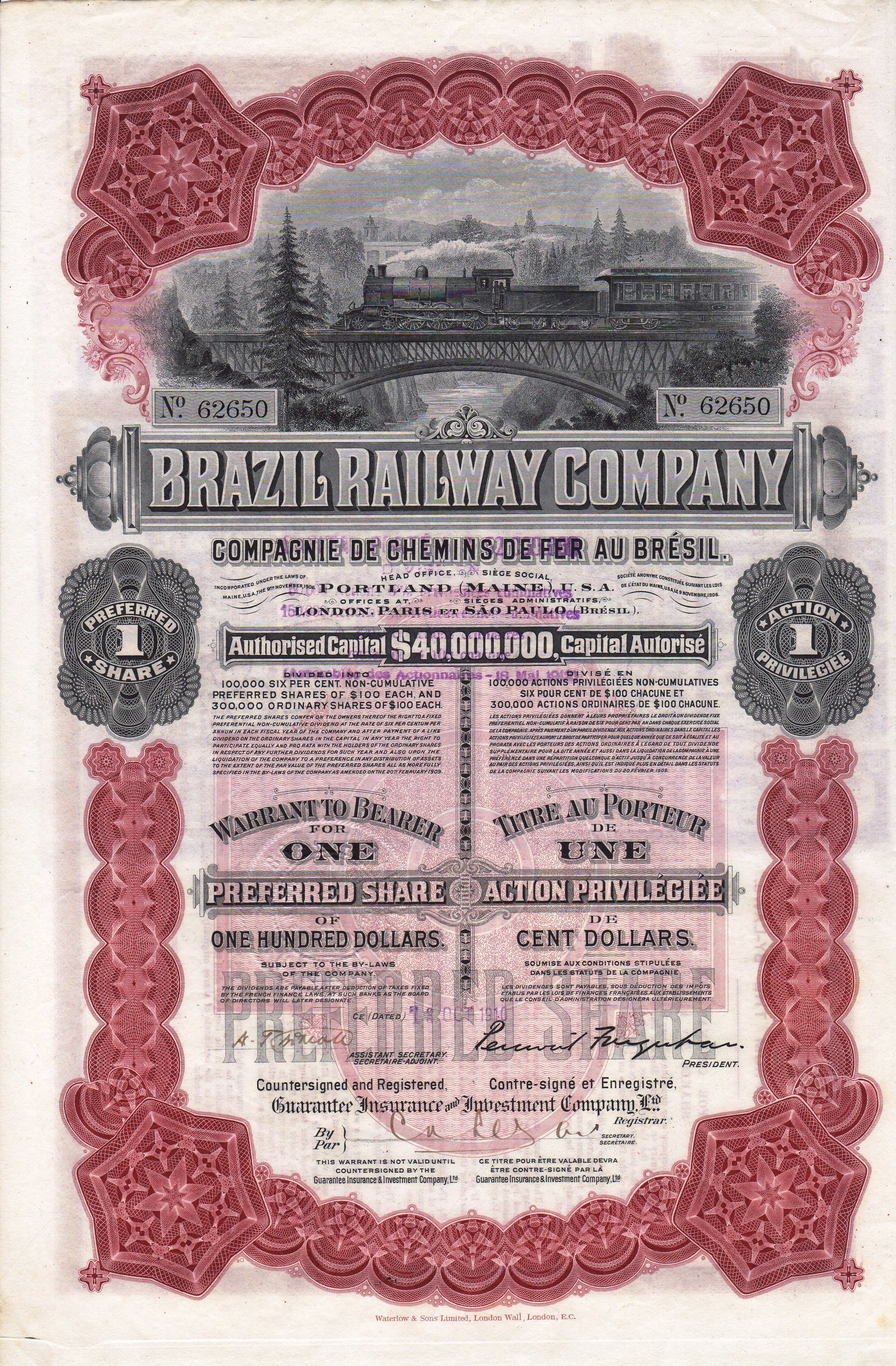
Ações Preferenciais da Brazil Railway Company de 13 de outubro de 1910

A Brazil Railway Company foi uma empresa ferroviária brasileira que foi criada no início do século XX, mais precisamente no dia 9 de novembro de 1906. Ela expandiu-se muito, ao ponto que, passados 10 anos já controlava 11 mil km dos 23,4 mil km existentes em todo o Brasil, ou seja, 47% das ferrovias brasileiras. Controle esse que manteve até os meados de 1917.

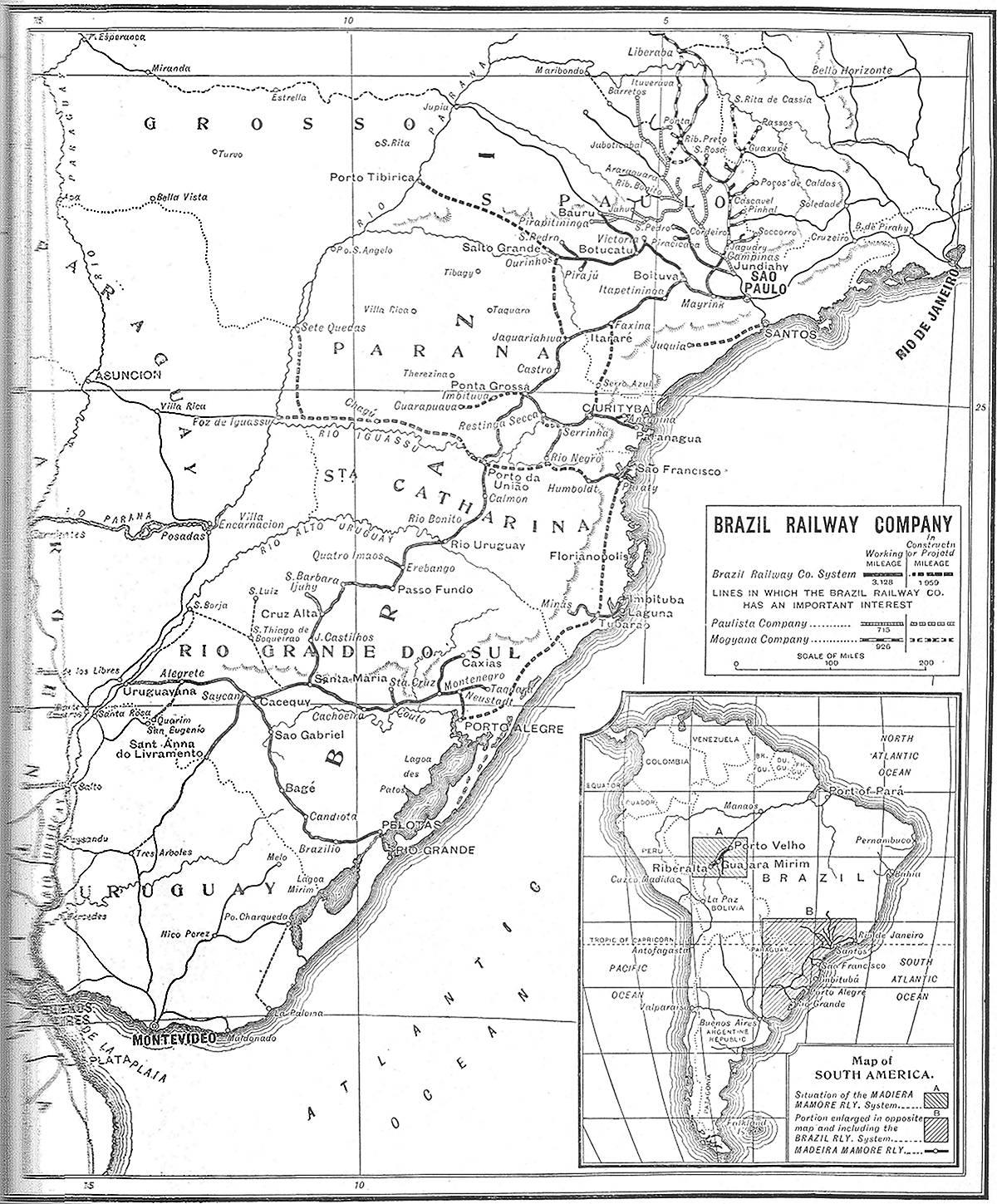
Mapa da Brazil Railway Company (1913)

Pertencia ao Sindicato Farquhar (uma holding), liderado pelo polêmico, famoso e arrojado capitalista estadunidense Percival Farquhar, que, além de ferrovias, controlava: empresas de navegação, colonização, madeireiras, seringais, indústrias de papel, frigoríficos, hotéis, empresas de eletricidade, telefonia, portos, serviço de bondes, siderurgia, fazendas de gado, extração mineral, etc.
A Brazil Railway Co. era proprietária ou deteve o controle das estradas de ferro: Estrada de Ferro Sorocabana, Estrada de Ferro Madeira-Mamoré, Estrada de Ferro Paraná, Estrada de Ferro Donna Thereza Christina, Estrada de Ferro Norte do Paraná, Estrada de Ferro São Paulo-Rio Grande, Estrada de Ferro Vitória a Minas, Cia. Paulista de Estradas de Ferro, Cia. Mogiana de Estradas de Ferro, Companhie Auxiliaire des Chémins de Fer au Brésil. Além dos serviços de Bondes de Salvador, São Paulo, Belém, Rio Grande. E a Southern Brazil Lumber & Colonization Company.